# Zwei Abhandlungen über die Regierung

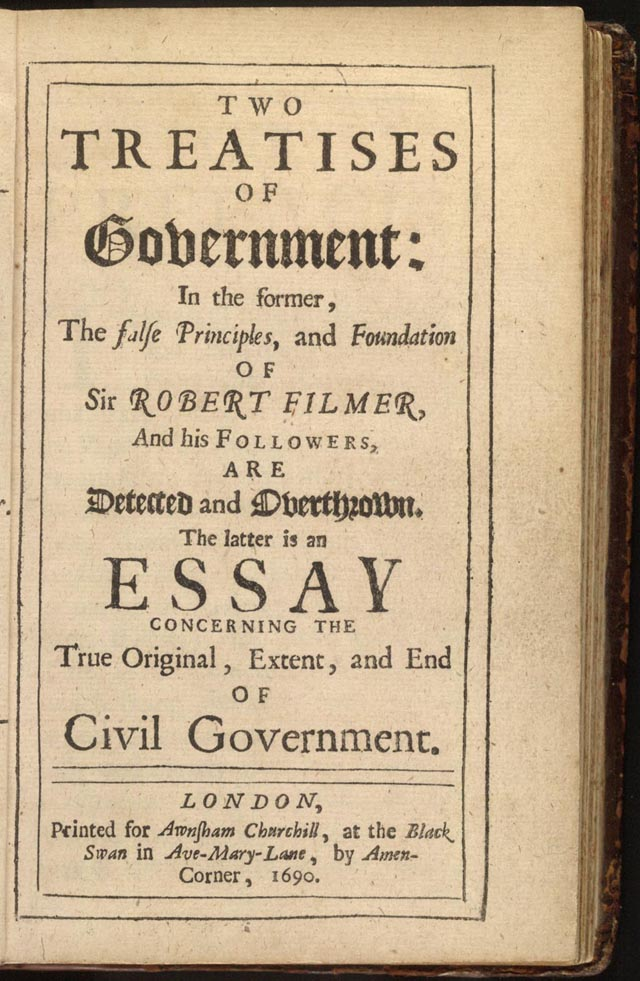
Titelseite der Ausgabe von 1690, veröffentlicht 1689.

Die Two Treatises of Government (deutsch Zwei Abhandlungen über die Regierung; englisch auch Two Treatises of Government: In the Former, The False Principles and Foundation of Sir Robert Filmer, And His Followers, are Detected and Overthrown. The Latter is an Essay concerning The True Original, Extent, and End of Civil-Government) bilden ein Werk der politischen Philosophie, das John Locke 1689 anonym veröffentlichte. Insbesondere die zweite Abhandlung, in der mehrfach der anglikanische Theologe Richard Hooker zitiert wird, wird oft als Manifest für die liberale Demokratie und den Kapitalismus bezeichnet und hat entsprechend positive wie negative Kritik auf sich gezogen.
Die Theorie, die Locke in den beiden Abhandlungen darlegt, hatte grundlegenden Einfluss auf die Glorious Revolution von 1688/1689 und die danach eingerichtete Staatsordnung in England sowie im 18. Jahrhundert auf die Amerikanische Verfassung von 1787 und die Französische Revolution von 1789.
Im Gegensatz zu seinem Vorgänger Hobbes hat Locke in seinem Konzept des Urvertrages besonders hohen Wert auf die Gewaltenteilung gelegt.

## Inhalt
Grundsätzlich ist das Werk eine Absage an den Absolutismus, der damals in England drohte, nach französischem Modell nachempfunden zu werden. Dieses Modell beinhaltete das Gottesgnadentum, wonach der Monarch als Abbild von Gottes Macht uneingeschränkte Macht besaß. Locke widersetzt sich diesem Gedanken und entwickelt eine Theorie des Gesellschaftsvertrags, um seine Argumentation zu stützen.

### Erste Abhandlung
Die erste Abhandlung ist eine Kritik an Robert Filmers Werk Patriarcha, or the natural power of kings, das den Absolutismus auf Grundlage des Alten Testaments rechtfertigt. Filmer behauptet, dass Monarchen die Erben von Adam seien und somit uneingeschränkte Herrschaftsgewalt hätten. Locke widerspricht und interpretiert die Bibel anders: Nicht Adam, sondern die gesamte Nachkommenschaft von Adam und Eva habe gleiche Rechte von Gott erhalten. Locke argumentiert, dass Kinder bis zur Volljährigkeit zur Mündigkeit und Freiheit erzogen werden sollen und danach frei in ihren Entscheidungen sind. Er lehnt die Idee ab, dass Herrschaft durch Vererbung legitimiert werden könne, und versucht Filmers Argumentation auf Basis von biblischen Textpassagen zu widerlegen.

### Zweite Abhandlung
In der zweiten Abhandlung entwickelt Locke seine anti-absolutistische Position aus seiner Sicht auf den Naturzustand. Dieser Zustand der Gleichheit ist ein göttliches Gesetz, das Freiheit sichert und vor willkürlichen Einschränkungen schützt. Locke leitet das Recht auf Selbsterhaltung ab, wozu das Recht auf Leben, Freiheit und Eigentum zählt. Er betont, dass alle Menschen gleich sind und niemand das Recht hat, sich über andere zu stellen. Locke schließt daraus, dass eine Regierung nur durch einen Vertrag mit Zustimmung des Volkes legitimiert werden kann. Diese Regierung soll die natürliche Freiheit sichern, indem sie Leben, Freiheit und Eigentum schützt. Wenn die Regierung gegen das Naturrecht verstößt, hat das Volk das Recht auf Widerstand.
Locke fordert die Trennung der Legislative und Exekutive, um Machtmissbrauch zu verhindern. Die Legislative soll als Repräsentanten der Bürger dienen und für das Gemeinwohl sorgen. Die Exekutive ist verantwortlich für die Durchsetzung der Gesetze. Wenn die Regierung nicht zum Wohle des Volkes handelt, hat das Volk das Recht, die Regierung zu stürzen, da die Macht von der Gemeinschaft verliehen wird und auch wieder entzogen werden kann.

## Deutschsprachige Ausgabe
- Hans Jörn Hoffmann (Hrsg.): Zwei Abhandlungen über die Regierung. Suhrkamp, Frankfurt am Main 1977 (13. Nachdruck 2008). (Suhrkamp-Taschenbuch Wissenschaft, Bd. 213)